# Joshua Gomez

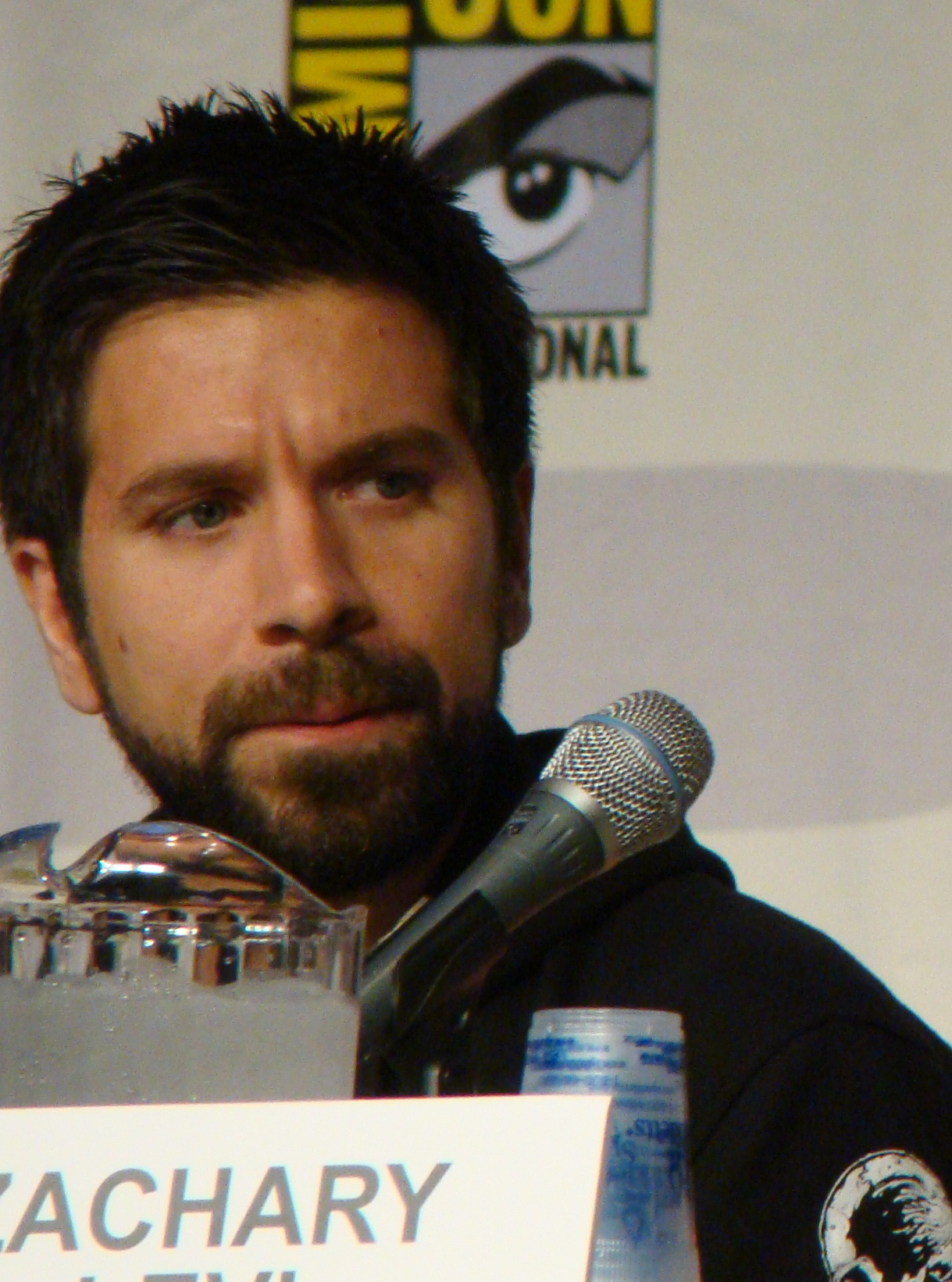
Joshua Gomez

Joshua Gomez, född 20 november 1975 i Bayonne i New Jersey, är en amerikansk skådespelare. Han är känd som Morgan Grimes i TV-serien Chuck. Han är bror till skådespelaren Rick Gomez. Gomez var med i en återkommande roll i CBS-serien Utan spår som datateknikern James Mackeroy. Han medverkade också i en serie av IBM:s reklamfilmer, en serie av Wendy's reklamfilmer (Ranch tand), och en reklamfilm för Garmin. Han gjorde också en cameo i Freddys mardrömmar. Han spelade Sammy Stinger i Bring It On Again 2004.
Som en röstskådespelare spelade Gomez Baralai i TV-spelet Final Fantasy X-2, mot sin bror Ricks rollfigur, Gippal, och som Parker i Turok. Han hade också en liten del i början av BioShock som Johnny.
I september 2007 fick han en av huvudrollerna i NBC-serien Chuck.